# To co nam było (singel)
To co nam było – singel zespołu muzycznego Red Lips, wydany 3 czerwca 2013, pochodzący z płyty o tym samym tytule. Utwór został napisany przez Joannę Czarnecką i Rocha Poliszczuka, a skomponowali go Łukasz Lazer i Joanna Czarnecka.
Piosenka była przebojem lata 2013. Znalazła się na wielu radiowych listach przebojów m.in. na 1. miejscu na liście w radiach RMF, ESKA czy RMF MAXXX. Ponadto kompozycja była notowana na 9. miejscu listy AirPlay, najczęściej granych utworów w polskich rozgłośniach radiowych.
Utwór został zaprezentowany m.in. w koncercie Trendy podczas TOPtrendy 2013, dzięki nominacji Niny Terentiew.
Teledysk do utworu miał premierę 2 czerwca 2013, a wyreżyserował go Kamil Domański.
31 maja 2014 kompozycja została zaprezentowana na festiwalu TOPtrendy 2014 w koncercie Największe Przeboje Roku wśród utworów, które były najczęściej granymi w polskich stacjach radiowych w poprzedzającym roku.
7 czerwca 2014 piosenka zdobyła nagrodę – SuperJedynkę, na 51. Krajowym Festiwalu Piosenki Polskiej w Opolu, w kategorii SuperPrzebój.

## Lista utworów
- Digital download[1]

1. „To co nam było” – 3:35

- Spooky Kid Remix[14]

1. „To co nam było” (Spooky Kid Remix) – 4:14

- Original Edit[15]

1. „To co nam było” (Original Edit) – 3:44

## Notowania

### Pozycja na liście airplay
| Kraj   | Lista (2013)  | Najwyższa pozycja |
| ------ | ------------- | ----------------- |
| Polska | AirPlay – Top | 9                 |

### Pozycje na radiowych listach przebojów
| Kraj   | Lista (2013)            | Najwyższa pozycja |
| ------ | ----------------------- | ----------------- |
| Polska | Radio Eska (Gorąca 20)  | 1                 |
| Polska | Radio Szczecin (SLiP)   | 2                 |
| Polska | RMF FM (POPLista)       | 1                 |
| Polska | RMF MAXXX (Hop Bęc)     | 1                 |
| Polska | Wietrzne Radio (Top 15) | 1                 |

## Nagrody i nominacje
| Rok  | Konkurs                                             | Kategoria                                                     | Rezultat    |
| ---- | --------------------------------------------------- | ------------------------------------------------------------- | ----------- |
| 2013 | Przebój lata RMF FM 2013                            | Plebiscyt radia RMF FM na przebój lata                        | 12. miejsce |
| 2013 | Wielkie podsumowanie roku Radia Zet                 | Przebój roku                                                  | Nominacja   |
| 2013 | Gorąca 100                                          | 100 najgorętszych hitów 2013                                  | 80. miejsce |
| 2013 | Przebój roku RMF FM 2013                            | Najlepsze utwory mijających 12 miesięcy                       | 43. miejsce |
| 2013 | Podsumowanie notowań Listy Przebojów Radia Zet 2013 | Najpopularniejsze utwory na Liście Przebojów Radia Zet w 2013 | 11. miejsce |
| 2014 | TOPtrendy 2014                                      | Największe przeboje roku                                      | Nominacja   |
| 2014 | SuperJedynki                                        | SuperPrzebój                                                  | Wygrana     |